# Pacifisme

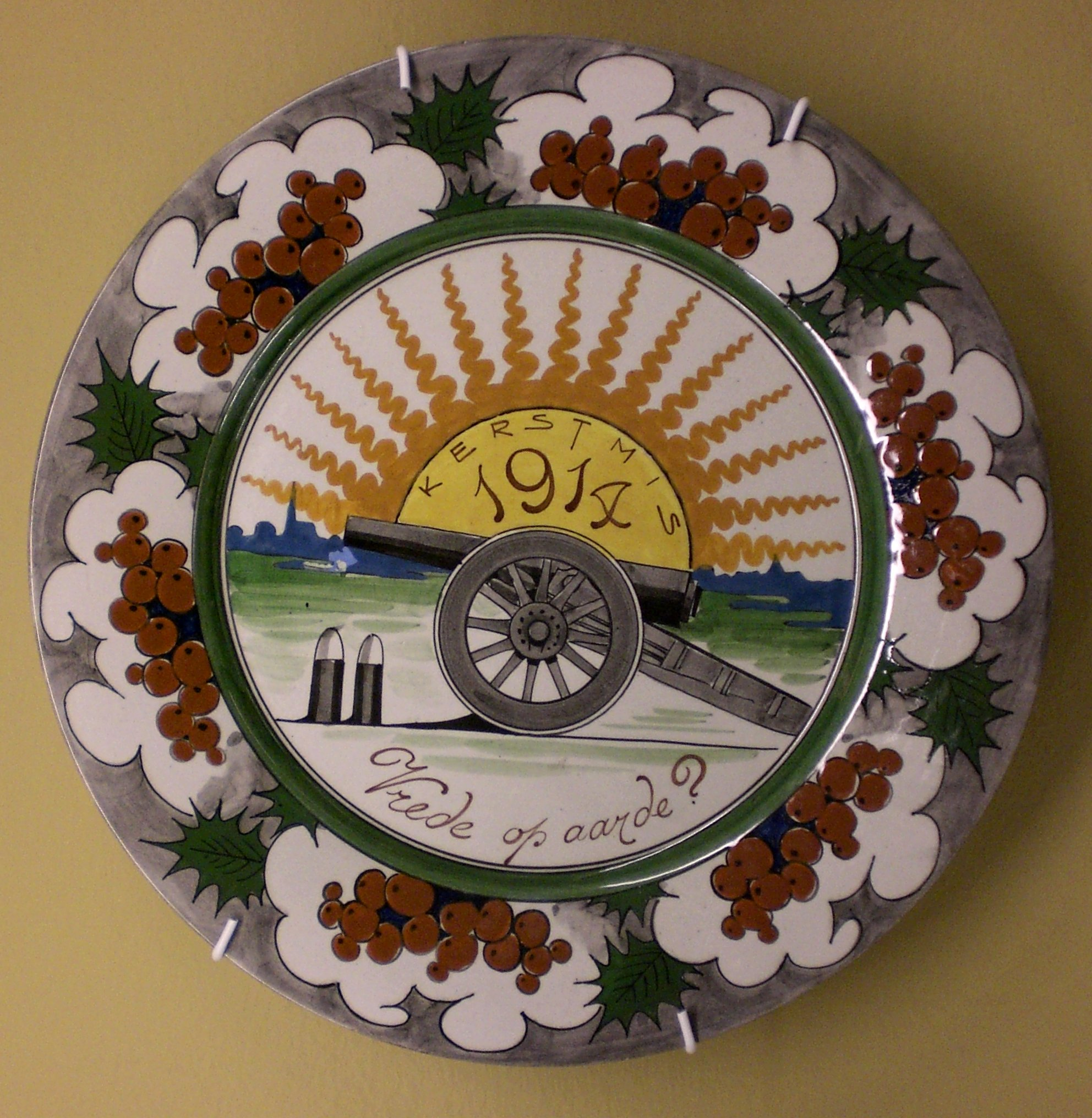
Bord met de tekst 'Kerstmis 1914. Vrede op aarde?' van Potterij Rembrandt

Pacifisme is een visie  die duurzame vrede nastreeft en tegen oorlog en geweld is.

## Vijf argumenten
Kees Kraaijeveld, filosoof en psycholoog, noemt vijf 'klassieke' argumenten voor pacifisme en ontwapening:
- Het valse-hoopargument

Zelfs de modernste bewapening en de strengste controle bieden alleen in schijn een garantie van veiligheid.
- Het praktische argument

Zelden leidt een oorlog tot het gewenste resultaat. Als een oorlog eenmaal is begonnen, is het geweld vaak niet meer te beheersen en treden er excessen op.
- Het economische argument

Bewapening vereist een grote investering van maatschappelijke middelen. Deze middelen zouden ook voor vreedzame doelen kunnen worden aangewend en dan wellicht een groter rendement geven.
- Het psychologische argument

"Geweld maakt meer kapot dan je lief is". De traumatische gevolgen van oorlogen zijn zo groot dat deze generaties later nog gevoeld worden. Het is de vraag of deze traumatische gevolgen niet weer de kiem van nieuw geweld in zich dragen.
- Het morele argument

Benjamin Franklin zei: "Er bestaat geen goede oorlog en er bestaat geen slechte vrede". Oftewel: oorlog is in zichzelf iets slechts.

## Het pacifisme volgens Gandhi
Mahatma Gandhi maakte een belangrijk onderscheid tussen de non-violence of the weak (d.i. geweldloosheid) en de non-violence of the brave (d.i. geweldvrijheid):
- Geweldloosheid = de houding van diegenen die wegens hun zwakkere positie of uit tactische overwegingen afzien van de inzet van geweld.
- Geweldvrijheid = de houding die bewust en vrijwillig afziet van alle geweld in gedachten, woorden en daden, ook wanneer er een concreet vooruitzicht is tot een 'succesvol' gebruik van geweld.

Gandhi verduidelijkt dit door een bespreking van vier reactievormen op een agressor:
- Het gewelddadig verweer.
- Afzien van verweer uit angst of zwakte.
- Geweldloze weerstand, die in geval van mislukken in de gewelddadige strijd kan overgaan.
- De poging om de tegenstander door verscheidene vormen van geweldvrij verzet van de waarachtigheid van dat verzet te overtuigen.

Gandhi had enkele grondbeginselen die hem tot zijn niet-tegenstand tegen geweld brachten:
- Zijn religieuze achtergrond in het vaishnavisme.[2]
- Zijn familie was in contact met aanhangers van het jaïnisme.[2]
- Hij werd geïnspireerd door het geweldloos verzet van de Indiase sikhs.[3]
- Hij werd geïnspireerd door het werk Het koninkrijk Gods is in U van Leo Tolstoj. Dit leidde tot Tolstojs Brief aan een hindoe.

## Nederlandse politiek
In Nederland werd het pacifisme vanaf 1914 jarenlang uitgedragen door de zogeheten Internationale Anti-Militaristische Vereeniging in Nederland, die het maandblad De wapens neder uitgaf.
De meeste groene partijen namen het pacifisme expliciet op in hun basisbeginselen.
- In Nederland bestond in de tweede helft van de 20e eeuw de Pacifistisch Socialistische Partij (PSP), opgericht in 1957, die als typische getuigenispartij wel enkele zetels in de Tweede en Eerste Kamer behaalde, maar nooit meeregeerde en uiteindelijk opging in GroenLinks (1989). Deze links-radicale partij bepleitte onder meer ontwapening en uittreding van Nederland uit de NAVO. Bekende politici van de PSP waren Henk Lankhorst, Bram van der Lek en Fred van der Spek.
- Deze laatste twee politici werden in de jaren 70 in de KGB-affaire, overigens zonder enig bewijs, ervan beschuldigd betaald te worden door de Sovjet-Russische geheime dienst KGB, hetgeen kenmerkend was voor de stemmingmakerij jegens het pacifisme tijdens de Koude Oorlog: pacifisten werden door sommigen uitgemaakt voor potentiële landverraders.

## Kritiek
Volgens de teleologische ethiek is moreel verantwoord gedrag ondergeschikt aan datgene wat voor bijvoorbeeld een mens of de mensheid begerenswaardig is; het doel heiligt de middelen. Men zou voortbordurend op die ethiek kunnen betogen dat geweld meer geweld zou kunnen voorkomen, met als eventueel gevolg dat bepaalde gewelddadige en/of mensonterende  middelen toegepast worden om een bepaald doel te bewerkstelligen, wat in contradictie is met de pacifistische leer. Volgens sommige historici en militaire analisten is de atoombomaanval op Hiroshima een voorbeeld van deze ethiek. Ook volgens Truman, toenmalig president van de Verenigde Staten, zou de atoombom vele levens hebben gespaard, zowel Amerikaanse als Japanse.

## Stromingen
Binnen het pacifisme zou overigens ook nog een scheiding gemaakt kunnen worden tussen verscheidene stromingen, zoals deontologisch- en consequentialistisch pacifisme. Zo zou een deontoloog zich aan absolute waarden houden, terwijl een consequentialist zijn keuze baseert op  de gevolgen van zijn daden, met als gevolg dat ook binnen het pacifisme meningsverschillen bestaan over de juiste methode voor verscheidene contexten.

### Christendom
De vroege kerk was geweldloos/pacifistisch. Met Constantijn de Grote, de Romeinse keizer die de kerk godsdienstvrijheid toestond, veranderde dat.
Paus Franciscus heeft kerk en wereld opgeroepen de actieve geweldloosheid van Jezus Christus na te volgen. Bij zijn bezoek aan het Amerikaans Congres in Washington in 2015 hield hij de afgevaardigden vier landgenoten van hen voor die hij voorbeeldig achtte, waarvan drie pacifisten.